# Santo Domingo, Nueva Ecija
Santo Domingo (hay Sto. Domingo) là một đô thị hạng 3 ở tỉnh Nueva Ecija, Philippines. Theo điều tra dân số năm 2007, đô thị này có dân số 47.960 người trong 9.532 hộ.
Các đô thị giáp ranh là Talavera và Quezon.

## Barangay
Santo Domingo được chia thành 24 barangay.
| - Baloc - Buasao - Burgos - Cabugao - Casulucan - Comitang - Concepcion - Dolores - General Luna - Hulo - Mabini - Malasin | - Malayantoc - Mambarao - Poblacion - Malaya (Pook Malaya) - Pulong Buli - Sagaba - San Agustin - San Fabian - San Francisco - San Pascual - Santa Rita - Santo Rosario |